# Il gioco dell'amore (film)
Il gioco dell'amore (The Mating Game) è un film del 1959 diretto da George Marshall.